# Maria Antonia di Koháry
Maria Antonia di Koháry (nome completo: Marie Antoinette Koháry de Csábrág et Szitnya; Budapest, 2 luglio 1797 – Vienna, 25 settembre 1862) è stata una nobildonna ungherese antenata di molti monarchi europei.

## Famiglia d'origine
Maria Antonia era l'unica figlia del principe Ferenc József di Koháry, e di sua moglie, Maria Antonia von Waldstein zu WartenbergNel 1795 suo fratello Antonio morì, lasciandola unica erede della famiglia Koháry.

## Matrimonio
Sposò, il 2 gennaio 1816 a Vienna, il principe Ferdinando di Sassonia-Coburgo-Koháry, figlio del duca Francesco Federico di Sassonia-Coburgo-Saalfeld e della duchessa Augusta di Reuss-Ebersdorf.
Con il suo matrimonio tutta la sua eredità, che comprendeva terre dell'attuale Slovacchia, passò al marito.
Ebbero quattro figli:
- Ferdinando (29 ottobre 1816-15 dicembre 1885), sposò Maria II del Portogallo diventando co-reggente del Portogallo;
- Augusto (13 giugno 1818-26 luglio 1881), sposò la principessa Clementina d'Orléans;
- Vittoria (16 febbraio 1822-10 novembre 1857), sposò Luigi d'Orléans, duca di Nemours;
- Leopoldo (31 gennaio 1824-20 maggio 1884), sposò Constantina Adelaide Teresa Geiger.

Tra i loro discendenti si annoverano: Pietro V di Portogallo, Luigi I di Portogallo, Carlo I di Portogallo, Manuele II di Portogallo, Federico Augusto III di Sassonia, Carlo I d'Austria, Otto d'Asburgo, Ferdinando I di Romania, Carlo II di Romania, Ferdinando I di Bulgaria, Boris III di Bulgaria, Simeone II di Bulgaria ed Enrico d'Orléans, conte di Parigi.
Fino allo scoppio della prima guerra mondiale, i suoi discendenti, la linea di Sassonia-Coburgo-Gotha-Koháry della Casa di Wettin, sono stati tra i tre più grandi proprietari terrieri dell'Ungheria.

## Morte
Morì il 25 settembre 1862 a Vienna. Fu sepolta nel mausoleo di famiglia nel cimitero di Glockenberg, a Coburgo.